# Landru
Landru è un film del 1963 diretto da Claude Chabrol, basato sulla storia vera dell'assassino seriale Henri Landru, interpretato da Charles Denner.
Alla stessa celebre vicenda di cronaca nera era già stato ispirato Monsieur Verdoux (1947) di Charlie Chaplin.

## Trama
Durante la prima guerra mondiale, monsieur Landru trova un modo originale per mantenere la propria famiglia: attira con annunci matrimoniali donne sole dotate di un discreto patrimonio, le conduce nella sua villetta di campagna e, non appena riesce a farsi nominare loro erede, le uccide e le brucia nella stufa a legna, finché un giorno viene riconosciuto dalla sorella di una delle vittime ed imprigionato. Il suo processo coincide con la firma dei trattati di pace e il primo ministro francese Georges Clemenceau fa in modo che le notizie sul "mostro" abbiano il massimo rilievo sulla stampa, in modo da distogliere l'attenzione dalla sofferta conferenza di pace.

## Produzione

### Cast
Il cast presenta la partecipazione amichevole dello scrittore Raymond Queneau nel ruolo di Georges Clemenceau e del regista Jean-Pierre Melville nel ruolo di Georges Mandel.

## Accoglienza

### Critica
Il Dizionario Morandini definisce il film «elegante, capzioso e prezioso [...] sotto il segno di un macabro umorismo».